# Circonscription de Jegol Special
La circonscription de Jegol Special est une des 2 circonscriptions législatives de l'État fédéré du peuple Harari. Son représentant actuel est Abduwahd Mehamed Yenis.